# Agüimes

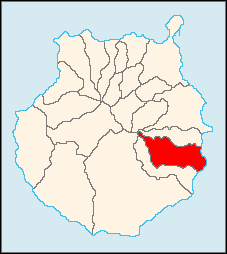
Localização de Agüimes

Agüimes é um município da Espanha na província de Las Palmas, comunidade autónoma das Canárias. Tem 79,3 km² de área e em 2021 tinha 32 105 habitantes (densidade: 404,9 hab./km²).

## Demografia
| Variação demográfica do município entre 1991 e 2004 | Variação demográfica do município entre 1991 e 2004 | Variação demográfica do município entre 1991 e 2004 | Variação demográfica do município entre 1991 e 2004 |
| --------------------------------------------------- | --------------------------------------------------- | --------------------------------------------------- | --------------------------------------------------- |
| 1991                                                | 1996                                                | 2001                                                | 2004                                                |
| 16156                                               | 18284                                               | 20124                                               | 24460                                               |

| Noroeste: Valsequillo de Gran Canaria | Norte: Ingenio               |                         |
| Oeste: San Bartolomé de Tirajana      | Agüimes                      | Leste: Oceano Atlântico |
|                                       | Sul: Santa Lucía de Tirajana |                         |